# Броневой, Леонид Сергеевич
Леони́д Серге́евич Бронево́й (отчество при рождении Соломо́нович; 17 декабря 1928, Киев, Украинская ССР, СССР — 9 декабря 2017, Москва, Россия) — советский и российский актёр театра, кино и озвучивания; народный артист СССР (1987), народный артист Украины (2013), лауреат Государственной премии Российской Федерации (1996) и Государственной премии РСФСР им. братьев Васильевых (1976). Полный кавалер ордена «За заслуги перед Отечеством».

## Биография

### Происхождение
Родился 17 декабря 1928 года в Киеве в еврейской семье. Отец — Соломон Иосифович Броневой (настоящая фамилия Факторович, 1906—1995) — деятель органов государственной безопасности УССР, куда в 1928 году поступил на службу незадолго до рождения сына по ходатайству своего старшего брата А. И. Броневого, являвшегося на тот момент начальником 2-го экономического отдела ГПУ УССР. Мать — Белла Львовна Ландау (1907—1998).
В детстве обучался игре на скрипке в десятилетней музыкальной школе при Киевской консерватории у Д. С. Бертье. Семья жила в центре Киева, на Крещатике, в просторной четырёхкомнатной квартире.
Отец, работавший в 1936 году директором Киевского Центрального парка культуры и отдыха, был арестован НКВД УССР и в 1937 году по решению Особого совещания при НКВД СССР был выслан на 5 лет в ИТЛ. Как утверждал Леонид Броневой, «инкриминировали ему троцкизм — он в двадцать третьем на комсомольском собрании выступил в поддержку Троцкого, извлекли из-под спуда пятнадцатилетней давности протокол и припомнили ему это». Мать развелась с ним, сменила сыну отчество с «Соломонович» на «Сергеевич», и уехала с сыном в город Малмыж Кировской области, откуда вернулись в Киев только в 1941 году (поселившись в д. № 84 на ул. Чкалова). С началом Великой Отечественной войны они были эвакуированы в Чимкент Казахской ССР, где Леонид учился в средней школе № 10 (ныне — имени Акпан-батыра) и самостоятельно работал: учеником пекаря, секретарём-машинистом, в пошивочном цехе кукольного театра. О пребывании на новом месте в период эвакуации впоследствии вспоминал с благодарностью к населению Средней Азии:

Нас, оборванцев, голодных, вшивых, сирых и убогих, в военные годы в республиках Средней Азии приютили. Узбеки, казахи, таджики пускали эвакуированных под крыши своих домов, последней лепешкой с нами делились, а теперь в Москве их детей и внуков за людей не считают, да и в Киеве, я уверен, едва завидев, брезгливо фыркают и этим унизительным словом «гастарбайтеры» обзывают.
Вместе с родителями больше никогда не жил, но регулярно приезжал в гости к матери в Киев, даже когда обрёл всесоюзную известность.

### Профессиональная деятельность
В 1950 году окончил Ташкентский театрально-художественный институт имени А. Н. Островского (ныне Государственный институт искусств Узбекистана). Во время учёбы работал диктором на радио, вёл передачи на узбекском языке, переводил на русский язык узбекскую поэзию.
После распределения, в 1950—1951 годах — актёр Магнитогорского драматического театра имени А. С. Пушкина. О том времени он рассказывал, что денег едва хватало на пропитание, а ролей ему долго не давали.
Затем работал в Оренбургском областном драматическом театре имени М. Горького.
В 1953 году поступил сразу на третий курс в Школу-студию им. В. И. Немировича-Данченко при МХАТ СССР имени М. Горького (Москва), которую окончил в 1955 году (курс А. М. Карева).
После распределения, с 1955 года — актёр Грозненского русского драматического театра имени М. Ю. Лермонтова, куда отправился со своей первой женой, тоже актрисой, выпускницей Высшего театрального училища имени Б. В. Щукина (ныне Театральный институт имени Бориса Щукина) москвичкой Валентиной Блиновой. Затем был актёром Иркутского драматического театра (ныне — имени Н. П. Охлопкова). Здесь родилась дочь Валя.
В 1958—1962 годах — актёр Воронежского театра драмы имени А. В. Кольцова, куда его пригласил Ф. Гурский, директор театра. В Воронеже семья жила в доме на улице П. И. Чайковского.
В 1962 году, после смерти жены, перебрался в Москву — в квартиру, где жила семья покойной жены. Пробы в театрах одни за другими заканчивались неудачей, денег практически не было, и Леонид зарабатывал игрой в домино.
В 1962—1988 годах — актёр Московского драматического театра на Малой Бронной, с 1988 — Московского театра «Ленком».

Леонид Броневой в роли Мюллера (слева) в телесериале «Семнадцать мгновений весны». 1973 год

С 1964 года снимался в кино. Известность получил после исполнения им роли Генриха Мюллера в советском многосерийном телефильме «Семнадцать мгновений весны». Многие реплики телевизионного Мюллера стали крылатыми выражениями («Штирлиц, а вас я попрошу остаться…»).
Вторым столь же популярным персонажем актёра стал доктор из телефильма «Формула любви» — пожилой человек, умудрённый опытом, для которого в мире нет ничего неожиданного, ничего такого, что могло бы поколебать уверенность в себе и в правильности своих взглядов на жизнь. Многие фразы доктора, произнесённые с интонацией Броневого, стали популярными в народе. Это же относится и к роли артиста эстрады Велюрова из ленты «Покровские ворота»: фраза «Заметьте, не я это предложил», произнесённая с незабываемой «велюровской» интонацией. Не менее яркой стала и роль Герцога в телефильме «Тот самый Мюнхгаузен». И в этом случае фразы персонажа разошлись на цитаты.
В последующие годы актёр сыграл ещё более двадцати ролей в кино. В 2008 году получил премию «Ника» за роль старика-актёра Журавлёва в фильме «Простые вещи».
В 2014 году выразил желание подписать письмо Владимиру Путину в поддержку аннексии Крыма, заявив «Я всегда был за Путина».

### Семья
Отец — Соломон Иосифович Броневой (настоящая фамилия — Факторович; 1906—1995), происходил из семьи одесского кондитера, участвовал в Гражданской войне, в 1920—1923 годах работал в ОГПУ, после окончания юридического отделения рабфака в Киеве (где познакомился с будущей женой — студенткой экономического отделения) — в аппарате Института народного хозяйства Украинской ССР, но в 1927 году был исключён из партии по обвинению в троцкизме и уволен из института. В 1928 году, незадолго до рождения сына, по ходатайству старшего брата (впоследствии начальника 2-го отдела экономического управления и отдела кадров ГПУ УССР, в 1936—1937 годах — заместителя наркома здравоохранения УССР А. И. Броневого (1898—1940)) попал в окружной экономический отдел ГПУ Киева, затем был командирован в Иваново, в 1933 году награждён орденом Красной Звезды и в 1934 году в звании майора госбезопасности (соответствовавшем тогда армейскому комбригу) назначен начальником 6-го отдела НКВД УССР. В 1935 году был уволен из органов госбезопасности и назначен начальником парка культуры и отдыха в Киеве. 13 сентября 1936 года арестован и 9 марта 1937 года приговорён к 5 годам заключения (после продления срока освобождён в 1946 году, с 1949 года — на поселении, освобождён в 1954 году и жил в Ростове-на-Дону).
Мать — Белла Львовна Ландау (1907—1998), бухгалтер. Большую часть жизни прожила в Киеве, где и умерла. Похоронена на Байковом кладбище.
Первая жена — Валентина Матвеевна Блинова (1931—1962), актриса, выпускница Театрального училища имени Щукина; скончалась от рака, когда дочери было 4 года. Дочь — Валентина (род. 1958), 27 лет проработавшая во Всемирной службе вещания Гостелерадио. Внучка Ольга.
Вторая жена — Виктория Валентиновна Броневая (6 марта 1940 — 6 апреля 2020), инженер.
Тётя (младшая сестра матери) — Елена Львовна Ландау, оперная певица (сопрано) и музыкальный педагог, солистка Тверской филармонии.

### Смерть
9 ноября 2017 года был госпитализирован в больницу № 51 города Москвы. Скончался в субботу, 9 декабря 2017 года в 7:30 утра после продолжительной болезни на 89-м году жизни, не дожив 8 дней до своего дня рождения.
Соболезнования родным и близким актёра выразили в числе других президент России Владимир Путин, президент Белоруссии Александр Лукашенко и председатель Правительства России Дмитрий Медведев.
Церемония прощания прошла 11 декабря 2017 года в московском театре «Ленком». Артист был похоронен на Новодевичьем кладбище Москвы, с воинскими почестями, рядом с могилами актёра Владимира Зельдина и художника Ильи Глазунова. На месте захоронения 19 октября 2018 года открыт памятник.

## Творчество

### Роли в театре

#### Магнитогорский драматический театр имени А. С. Пушкина(1950—1951)
- «Анна Каренина» — Капитоныч, Тушкевич
- «Голос Америки» — Бутлер
- «Благочестивая Марта» — Поручик
- «Угрюм-река»,
- «За здоровье молодых» — Володя
- «Калиновая роща» Корнейчука — поэт-балагур Кандыба,
- «Этих дней не смолкнет слава» — офицер Раевский
- «Стакан воды»

#### Оренбургский областной драматический театр имени М. Горького(1951—1953)
- 1952 — «Семья» И. Ф. Попова — Володя Ульянов
- 1952 — «Голос Америки» Б. Лавренева — Солдат (эпизодическая роль)
- 1952 — «Живой труп» Л. Толстого — Иван Петрович Александров
- 1952 — «Отверженные» по роману В. Гюго — поэт Легль
- 1953 — «Раки» по пьесе С. Михалкова — Леонид Ленский
- «Шакалы» А. Якобсона — молодой куклус-клановец, бандит
- «Юлиус Фучик» Ю. Буряковского — связной Мирек
- «Вей, ветерок!» Яна Райниса — рыбак Улдыс

#### Грозненский русский драматический театр имени М. Ю. Лермонтова(1955—1956)
- «В добрый час!» В. С. Розова — Андрей
- «Настоящий человек» Бориса Полевого — Алексей Мересьев, Режиссёр: В. М. Тиханович
- 1955 — «Собака на сене» Л. де Вега — Теодоро
- 1955 — «Димка-невидимка» В. Коростелева и М. Львовского (Л. Броневой — режиссёрский дебют)
- 1955 — «Кремлёвские куранты» Н. Ф. Погодина — Сталин

#### Иркутский драматический театр имени Н. П. Охлопкова(1956—1958)
- 1956 — «Баня» В. В. Маяковского — Велосипедкин
- 1956 — «Поздняя любовь» А. Н. Островского — Дормидонт
- 1956 — «Дмитрий Стоянов» Б. И. Левантовской — Яша Дубровский
- 1957 — «Улица трёх соловьёв, 17» Д. Добричанина — толстый
- 1957 — «Поэма о хлебе» Павла Маляревского — Владимир Ильич Ленин
- 1957 — «Шестой этаж» А. Жери — Жонваль
- 1957 — «На Байкале» А. Самсония — Сергей
- 1958 — «Последняя жертва» А. Н. Островского — Лука Герасимыч Дергачёв
- 1958 — «Почему улыбались звёзды» А. Корнейчука
- «Последняя остановка» Ремарк, Эрих Мария — Кох
- «Человек, который смеется» по роману Виктора Гюго — Гуинплен

#### Воронежский академический театр драмы имени А. В. Кольцова(1958—1961)
- 1958 — «Третья патетическая» Н. Ф. Погодина — Ленин, Реж. Ф. Е. Шишигин
- 1958 — «Трасса» И. Дворецкого, Реж. Ф. Е. Шишигин — Мамед
- 1959 — «Барабанщица» А. Д. Салынского — Федор
- 1960 — «Чайка» А. П. Чехова — Сорин, брат Аркадиной, (премьера — 29 января 1960)
- 1960 — «Миллион за улыбку» А. Софронова, Постановка: А. Разинкин
- 1960 — «Океан» Александра Штейна — Куклин
- 1960 — «Остров Афродиты» А. Парниса — Ричард Китс
- 1961 — «Оптимистическая трагедия» В. Вишневского — матрос Вайнонен, Постановка: А. Добротин
- ? — «Побег из ночи» братьев Тур
- ? — «Враги» М. Горького

#### Московский драматический театр на Малой Бронной(1962—1988)
- 1962 — «Мятеж неизвестных» Г. А. Боровика — Морган, американский корреспондент
- 1962 — «Свадьба брачного афериста» О. Данека, Режиссёр: М. Бровкин — Алоиз Клапачек по кличке Эрно Хадима
- 1964 — «Жив человек» В. Е. Максимова — Альберт Иванович
- 1965 — «Визит дамы» Ф. Дюрренматта. Режиссёр: Андрей Гончаров — Илл
- 1966 — «Беспокойный юбиляр» В. А. Раздольского, Режиссёр: В. К. Монюков — Власов
- 1967 — «Гроссмейстерский балл» И. Штемлера, Режиссёр: М. Е. Веснин — Новер
- 1967 — «Три сестры» А. П. Чехова, Режиссёр: А. В. Эфрос — Чебутыкин Иван Романович, военный доктор
- 1968 — «Уйти, чтобы остаться» И. Штемлера, Постановка: М. Е. Веснин, Режиссёр: Л. С. Броневой — Савицкий, научный сотрудник
- 1968 — «Платон Кречет» А. Е. Корнейчука — Аркадий Павлович, заведующий больницей, Постановщик: А. В. Эфрос, Режиссёр: Л. К. Дуров
- 1969 — «Счастливые дни несчастливого человека» А. Н. Арбузова, Режиссёр: А. В. Эфрос — Берг Иван Ильич (премьера — 1 марта 1969)
- 1969 — «Золотая карета» Л. М. Леонова — Факир Рахума
- 1970 — «Ромео и Джульетта» У. Шекспира, Режиссёр: А. В. Эфрос — Капулетти
- 1970 — «Сказки старого Арбата» А. Н. Арбузова (постановка А. Эфроса) — Христофор Блохин
- 1971 — «Человек со стороны» И. М. Дворецкого, Режиссёр: А. В. Эфрос — Полуэктов
- 1973 — «Своей дорогой» Р. И. Ибрагимбекова, Режиссёр: А. Л. Дунаев — Вермешев
- 1973 — «Ситуация» В. С. Розова — Игнат Кашин
- 1973 — «Дон Жуан» Ж.-Б. Мольера, Реж.: А. В. Эфрос — Дон Луис
- 1975 — «Женитьба» Н. В. Гоголя (постановка А. Эфроса) — Яичница
- 1975 — «Снятый и назначенный» Я. И. Волчека (постановка А. Эфроса) — академик Никольский Кирилл Васильевич, Старик
- 1977 — «Месяц в деревне» И. С. Тургенева (постановка А. Эфроса) — Шпигельский
- 1979 — «Лунин» Э. С. Радзинского (постановка А. Дунаева)— три роли: царственные братья Александр, Николай и Константин Романовы
- 1983 — «Равняется четырём Франциям» А. Н. Мишарина — Шахматов, секретарь райкома , Реж.: А. Л. Дунаев
- 1984 — «Директор театра» И. М. Дворецкого (постановка А. Эфроса) — Чимендяев
- 1988 — «Ксантиппа и этот, как его…» С. И. Алёшина — Сократ

#### Ленком(1989—2016)
- 1989 — «Мудрец» по А. Н. Островскому — Крутицкий
- 1994 — «Чайка» А. П. Чехова — доктор Дорн
- 1995 — «Королевские игры» по мотивам пьесы М. Андерсона «1000 дней Анны Болейн» (текст Г. И. Горина) — Норфолк
- 1997 — «Варвар и еретик» по роману Ф. М. Достоевского «Игрок» — Потапыч
- 2003 — «Плач палача» по пьесам Ф. Дюрренматта и Ж. Ануя — роль.
- 2007 — «Женитьба» Н. В. Гоголя (постановка М. А. Захарова) — Яичница
- 2009 — «Вишнёвый сад» А. П. Чехова — Фирс, лакей
- 2016 — «День опричника» по мотивам произведений В. Г. Сорокина «Теллурия» и «День опричника» — князь Собакин

### Фильмография
| Год  |     | Название                                                         | Роль                                                      |
| ---- | --- | ---------------------------------------------------------------- | --------------------------------------------------------- |
| 1964 | ф   | Товарищ Арсений                                                  | полковник жандармерии                                     |
| 1965 | ф   | Лебедев против Лебедева                                          | Евгений Викторович                                        |
| 1966 | ф   | Неизвестная…                                                     | Вернер                                                    |
| 1967 | ф   | Твой современник                                                 | референт министра                                         |
| 1968 | ф   | ... И снова май!                                                 | Снегуровский Евгений Львович                              |
| 1970 | ф   | Водевиль про водевиль                                            | Имя персонажа не указано                                  |
| 1971 | тф  | Следствие ведут ЗнаТоКи. Повинную голову… (Дело № 4)             | Кудряшов                                                  |
| 1972 | тф  | Следствие ведут ЗнаТоКи. Шантаж (Дело № 6)                       | Кудряшов в тюрьме (сцена)                                 |
| 1973 | ф   | Исполняющий обязанности                                          | Тугодаев, заказчик проекта                                |
| 1973 | мтф | Семнадцать мгновений весны                                       | Генрих Мюллер                                             |
| 1974 | ф   | Врача вызывали?                                                  | Медведев Леонид Сергеевич, профессор                      |
| 1974 | ф   | Пятёрка за лето                                                  | Степан Петрович, повар, говорящий стихами                 |
| 1974 | ф   | Таня                                                             | Семён Семёнович Васин                                     |
| 1975 | ф   | Концерт для двух скрипок                                         | профессор                                                 |
| 1975 | ф   | Агония                                                           | Иван Фёдорович Манасевич-Мануйлов                         |
| 1975 | ф   | Маяковский смеётся                                               | Олег Баян                                                 |
| 1975 | мтф | Ольга Сергеевна                                                  | Тютяев                                                    |
| 1975 | ф   | Прошу слова                                                      | Пётр Васильевич Алтухов, бывший председатель горисполкома |
| 1977 | ф   | Вооружён и очень опасен                                          | Питер Дамфи                                               |
| 1979 | ф   | Похищение «Савойи»                                               | Шалло Жан, коммерсант                                     |
| 1979 | тф  | Тот самый Мюнхгаузен                                             | герцог, курфюрст Ганновера                                |
| 1980 | ф   | Какие наши годы!                                                 | Михаил Михайлович Осташенко, отец Майи                    |
| 1980 | мтф | Карл Маркс. Молодые годы                                         | Лион Филипс                                               |
| 1982 | ф   | Возвращение резидента                                            | Иоганн Штаубе                                             |
| 1982 | тф  | Покровские ворота                                                | Аркадий Варламович Велюров, куплетист-эстрадник           |
| 1983 | ф   | Если верить Лопотухину                                           | Юрий Леонидович, директор школы                           |
| 1984 | тф  | Формула любви                                                    | Доктор                                                    |
| 1986 | ф   | Конец операции «Резидент»                                        | Иоганн Штаубе                                             |
| 1986 | ф   | Чичерин                                                          | Максим Литвинов                                           |
| 1986 | ф   | Что такое Ералаш? (музыкально-телевизионный фильм-представление) | редактор «Ералаша»                                        |
| 1987 | ф   | Загадочный наследник                                             | Алексей Миронович Лизовский, нотариус                     |
| 1987 | ф   | Анонимка                                                         | Павел Васильевич Тёлкин, хирург                           |
| 1988 | ф   | Большая игра                                                     | Вернье                                                    |
| 1988 | ф   | Физики                                                           | Алек Джаспер Килтон                                       |
| 1990 | ф   | Домик у околицы                                                  | Афанасий Николаевич                                       |
| 1991 | ф   | Небеса обетованные                                               | Семён Ефремович Бакурин                                   |
| 1992 | ф   | Старые молодые люди                                              | Виктор Максимович, депутат                                |
| 1993 | ф   | Итальянский контракт                                             | Дон Лючино                                                |
| 1997 | ф   | Шизофрения                                                       | портной                                                   |
| 1997 | ф   | Корабль двойников                                                | генерал ФСБ                                               |
| 2007 | ф   | Простые вещи                                                     | Владимир Михайлович Журавлёв                              |
| 2008 | ф   | Без вины виноватые                                               | Мендельсон                                                |

### Телеспектакли
- 1969 — Комендант Лаутербурга — профессор Себастьян
- 1969 — С первого взгляда — Душевный
- нач. 1970-х — Смерть Изольды Кавальтини — комиссар полиции
- 1970 — Борис Годунов. Сцены из трагедии — Шуйский
- 1971 — Что делать? — читатель
- 1971 — Золотая карета — Факир Рахума
- 1972 — Платон Кречет — Аркадий Павлович
- 1973 — В номерах — кондуктор Тычкин
- 1973 — Всего несколько слов в честь господина де Мольера — Людовик XIV Великий, король Франции
- 1973 — Человек со стороны — Гаврила Романович Полуэктов
- 1974 — Свадьба как свадьба — случайный гость
- 1975 — Страницы журнала Печорина — Вернер, доктор
- 1976 — В одном микрорайоне — Никита Владимирович Карасёв, заведующий лабораторией
- 1977 — По страницам «Голубой книги» (рассказ «Коварство») — рассказчик
- 1979 — Сэр Вальтер Скотт, страницы жизни и творчества — Вальтер Скотт
- 1981 — Охотник — Виталий Фёдорович Невидимский
- 1982 — Попечители — Салай Салтаныч
- 1983 — Месяц в деревне — Игнатий Ильич Шпигельский
- 1984 — Свидание назначила Татьяна Шмыга — Леонид Броневой
- 1986 — Равняется четырём Франциям — Шахматов (а также режиссёр фильма-спектакля)
- 1987 — Анонимка — Павел Васильевич Тёлкин, хирург
- 1996 — Маленькая королева и другие
- 2004 — Мудрец — Крутицкий
- 2005 — Варвар и еретик — Потапыч
- 2005 — Королевские игры — герцог Норфолк
- 2005 — Чайка — Евгений Сергеевич Дорн
- 2009 — Женитьба — Яичница
- 2011 — Вишнёвый сад — Фирс

### Радиоспектакли
- 197? — «Мы наш, мы новый мир построим» — эсер Анохин/колчаковский штабс-капитан Крупин
- 1978 — Большая докторская сказка — Доктор, рассказчик
- 1979 — «Обломов» (по одноимённому роману И. А. Гончарова) — радиоспектакль в одном лице
- 1984 — «Приказано выжить» (по одноименному роману Ю. Семёнова) — Мюллер

### Озвучивание
- 1976 — Птичка Тари (м/ф) — попугай / текст от автора
- 1981 — Пластилиновая ворона (часть «Игра») (м/ф) — вокал
- 1981 — Опасный возраст — Семён Ильич Барщевский (роль В. М. Шестакова)
- 1986 — Следствие ведут Колобки (1-2 серии) (м/ф) — Шеф
- 1987 — КОАПП. Дом для барсука (м/ф) — Молотоглав (нет в титрах)

## Награды и звания

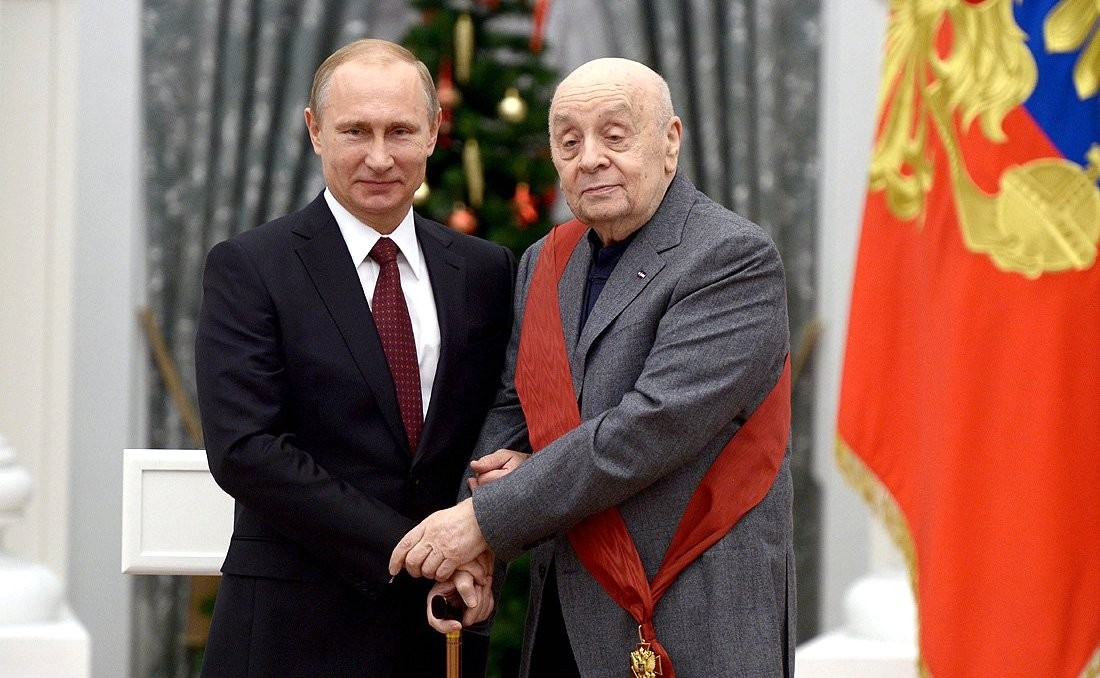
Награждение орденом «За заслуги перед Отечеством» I степени. 22 декабря 2014 года

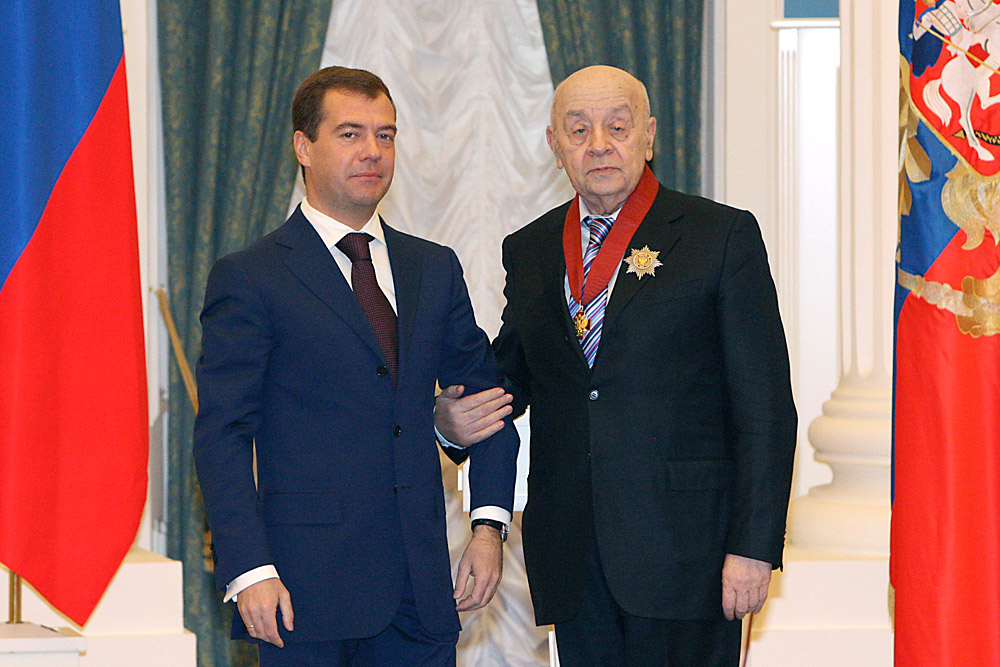
Награждение орденом «За заслуги перед Отечеством» II степени. 23 декабря 2008 года

- Заслуженный артист РСФСР (26 февраля 1971) — за заслуги в области советского театрального искусства[33]
- Народный артист РСФСР (22 февраля 1979) — за заслуги в области советского театрального искусства[34]
- Народный артист СССР (20 мая 1987) — за большие заслуги в развитии советского театрального искусства[35]
- Народный артист Украины (30 ноября 2013) — за значительный личный вклад в социально-экономическое, научно-техническое, культурно-образовательное развитие Украинского государства, весомые трудовые достижения, многолетний добросовестный труд[36]
- Государственная премия Российской Федерации в области литературы и искусства 1996 года (29 мая 1997) — за исполнение главных ролей в спектаклях «Чайка» по пьесе А. Чехова, «Королевские игры» по мотивам пьесы М. Андерсона «1000 дней Анны Болейн» Московского государственного театра «Ленком»[37]
- Государственная премия РСФСР имени братьев Васильевых (23 декабря 1976) — за многосерийный художественный телевизионный фильм «Семнадцать мгновений весны» производства Центральной киностудии детских и юношеских фильмов имени М. Горького[38]
- Орден «За заслуги перед Отечеством» I степени (13 сентября 2013) — за выдающийся вклад в развитие отечественного театрального искусства и многолетнюю творческую деятельность[39]
- Орден «За заслуги перед Отечеством» II степени (1 декабря 2008) — за выдающиеся заслуги в развитии отечественного театрального и кинематографического искусства, многолетнюю творческую деятельность[40][41]
- Орден «За заслуги перед Отечеством» III степени (17 декабря 2003) — за большой вклад в развитие отечественного искусства[42]
- Орден «За заслуги перед Отечеством» IV степени (25 августа 1997) — за большие заслуги в развитии театрального искусства[43]
- Орден Трудового Красного Знамени (28 июня 1982) — за заслуги в производстве советских телевизионных фильмов и активное участие в создании фильма «Семнадцать мгновений весны»[44]
- Медаль «В память 850-летия Москвы»
- Медаль «Ветеран труда»
- Благодарность Президента Российской Федерации (16 сентября 2002) — за большой вклад в развитие театрального искусства[45]
- МКФ «Евразия» в Алма-Ате (2007, Приз за лучшую мужскую роль, фильм «Простые вещи»)
- МКФ в Карловых Варах (2007, Специальный приз жюри, фильм «Простые вещи»)
- ОРКФ в Сочи «Кинотавр» (2007, Диплом «За неоценимый вклад в отечественное киноискусство», фильм «Простые вещи»)
- Приз «Лучшая мужская роль второго плана» на кинофестивале «Бригантина» за фильм «Простые вещи» (2007)
- Премия «Ника» за лучшую мужскую роль второго плана (2008, фильм «Простые вещи»)
- Театральная премия «Золотая маска» (Москва, 2013) — за выдающийся вклад в развитие театрального искусства
- Благодарность президента Чеченской Республики (2005)
- Благодарственное Письмо Главы Чеченской Республики (15 января 2014) — за вклад в развитие театрального искусства в Чеченской Республике, многолетнюю творческую деятельность и в связи с 75-летием государственного автономного учреждения «Государственный русский драматический театр имени М. Ю. Лермонтова»[46]
- Академик Российской академии кинематографических искусств «Ника».

## Документальные фильмы и телепередачи
- 1998 — Новейшая история. Семнадцать мгновений весны 25 лет спустя
- 2008 — Леонид Броневой. Под колпаком у Мюллера
- 2008 — Моя обманчивая мрачность. Марк Захаров
- 2008 — Татьяна Пельтцер (из документального цикла «Человек в кадре» на телеканале «Время»)
- 2009 — Моя «Железная леди». Татьяна Лиознова
- 2009 — Татьяна Пельтцер. Осторожно, бабушка!
- 2011 — Режиссёр Александр Дунаев. Над предлагаемыми обстоятельствами советского театра
- 2015 — «Леонид Броневой. „Легенды мирового кино“» («Культура»)[47]
- 2015 — «Леонид Броневой. „Белая студия“» («Культура»)[48]